# Berchemia koganii
Berchemia koganii är en brakvedsväxtart som beskrevs av V.V. Nikitin och M. Tulyaganova. Berchemia koganii ingår i släktet Berchemia och familjen brakvedsväxter. Inga underarter finns listade i Catalogue of Life.